# Zé Ramalho (álbum)
Zé Ramalho é o álbum de estreia solo do cantor brasileiro Zé Ramalho, lançado em 1978.

## Antecedentes
As músicas que figuram no álbum foram criadas em viagens pelos estados da Paraíba e Pernambuco entre 1975 e 1976, quando Zé ainda cursava medicina na Universidade Federal da Paraíba.
Com essas faixas na bagagem, Zé deixou a faculdade e viajou para o Rio de Janeiro, onde contatou diversos produtores e executivos para tentar emplacar seu primeiro disco. Contudo, a maioria não gostava do material que ouvia ("Avôhai", "Vila do Sossego" e "Chão de Giz") e dispensava o cantor. Foi só na CBS que Zé encontrou uma porta aberta, na pessoa do então presidente Jairo Pires.

## Produção, "Avôhai" e repercussão
O bom foi que o artista permitiu que trabalhássemos em equipe por uma linguagem diferente do que havia na música brasileira. Usamos as percussões regionais, dando ênfase às partes das violas, porque o Zé tem uma veia country rock muito forte, e o regional nordestino.

Carlos Alberto Sion, produtor
O álbum conta com a participação de vários artistas, como Sérgio Dias, Dominguinhos, Altamiro Carrilho, Bezerra da Silva, Paulo Moura e o tecladista Patrick Moraz (com passagem na banda inglesa Yes), na faixa "Avôhai". O produtor Carlos Sion mantinha contato com Moraz, e foi daí que surgiu a oportunidade do tecladista fazer a participação especial. Ele tocou em um teclado que Carlos alugou de Lincoln Olivetti.
"Avôhai" foi composta em homenagem ao avô de Zé, que o adotou após o pai morrer afogado dois anos depois de seu nascimento. Zé diz que a inspiração para a música veio após uma experiência com cogumelos alucinógenos na fazenda de uns amigos. Ele olhou para o céu e viu a "sombra de uma gigantesca nave espacial", e uma voz disse "Avôhai" em seu ouvido. Ele estava na fazenda para realizar um estudo para a faculdade. "Avôhai" é uma junção das palavras "Avô" e "Pai". Esta foi a primeira das suas canções que Zé ouviu no rádio, quando estava em um táxi indo para o Aeroporto do Galeão para pegar um avião para mais uma etapa da divulgação da obra.
O álbum não repercutiu muito na época e recebeu críticas negativas da imprensa. Zé acredita que isso se deu por puro preconceito contra sua origem nordestina. Uma matéria da Folha de S.Paulo publicada em 1980, contudo, diz que os críticos "comentaram com bons olhos" o disco, e que alguns estabeleceram na época comparações de Zé com Bob Dylan. Sobre isso, na mesma matéria, Zé comentou que eles o fizeram porque "não conheciam Otacílio Batista" - um dos melhores repentistas do Brasil, segundo ele.

## Faixas
Todas as músicas escritas por Zé Ramalho, exceto onde indicado.
| Lado A |                   |                                        |         |  |
| N.º    | Título            | Compositor(es)                         | Duração |  |
| 1.     | "Avôhai"          |                                        | 4:57    |  |
| 2.     | "Vila do Sossego" |                                        | 3:54    |  |
| 3.     | "Chão de Giz"     |                                        | 4:45    |  |
| 4.     | "A Noite Preta"   | Alceu Valença, Lula Côrtes, Zé Ramalho | 3:33    |  |

| Lado B         |                                |                           |         |  |
| N.º            | Título                         | Compositor(es)            | Duração |  |
| 5.             | "A Dança das Borboletas"       | Alceu Valença, Zé Ramalho | 5:23    |  |
| 6.             | "Bicho de 7 Cabeças"           |                           | 2:24    |  |
| 7.             | "Adeus Segunda-Feira Cinzenta" |                           | 4:43    |  |
| 8.             | "Meninas de Albarã"            |                           | 4:34    |  |
| 9.             | "Voa, Voa"                     |                           | 3:10    |  |
| Duração total: | Duração total:                 | Duração total:            | 37:37   |  |

| Faixas bônus da reedição de 2003 |                                     |                |         |  |
| N.º                              | Título                              | Compositor(es) | Duração |  |
| 10.                              | "Avôhai (Voz e Violão)"             |                | 5:02    |  |
| 11.                              | "Chão de Giz (Voz e Violão)"        |                | 4:55    |  |
| 12.                              | "Bicho de 7 Cabeças (Voz e Violão)" |                | 4:55    |  |
| 13.                              | "Vila do Sossego (Voz e Violão)"    |                | 3:54    |  |
| 14.                              | "Rato do Porto (Voz e Violão)"      |                | 2:40    |  |

## Créditos
- Patrick Moraz — sintetizador em "Avôhai"
- Sérgio Dias — guitarras
- Chico Julien — baixo[1]
- Chico Batera — bateria[1]
- Jairo Pires — direção artística
- Carlos Alberto Sion — direção de produção
- Zé Ramalho — arranjos de base
- Manoel Magalhães e Eugênio de Carvalho — técnicos de gravação
- Eugênio de Carvalho — técnico de mixagem
- Amelinha e Elba Ramalho — côro em "Chão de Giz"

### Reedição de 2003
- Marcelo Fróes: produção
- Joselha Teles: coordenação geral
- Daniela Conolly: coordenação gráfica